# Seznam dílů seriálu Avatar: Legenda o Aangovi
Toto je seznam dílů seriálu Avatar: Legenda o Aangovi. Americký televizní seriál Avatar: Legenda o Aangovi měl premiéru na stanici Nickelodeon. Celkem bylo odvysíláno 61 dílů ve třech řadách. V Česku byl seriál prémiérově vysílán na Nickelodeonu v letech 2009 až 2010, později seriál odvysílala také stanice ČT :D.

## Přehled řad
| Řada | Název | Díly | Premiéra v USA  | Premiéra v USA    | Premiéra v ČR | Premiéra v ČR |
| Řada | Název | Díly | První díl       | Poslední díl      | První díl     | Poslední díl  |
| ---- | ----- | ---- | --------------- | ----------------- | ------------- | ------------- |
| 1    | Voda  | 20   | 21. února 2005  | 2. prosince 2005  | 2009          | 2009          |
| 2    | Země  | 20   | 17. března 2006 | 1. prosince 2006  | 2009          | 2010          |
| 3    | Oheň  | 21   | 21. září 2007   | 19. července 2008 | 2010          | 2010          |

## Seznam dílů

### Kniha první:Voda(2005)
| Č. v seriálu | Č. v řadě | Původní název                             | Český název                  | Režie            | Scénář | Storyboard                                                                                    | Animace      | Premiéra v USA     | Premiéra v ČR | Prod. kód |
| ------------ | --------- | ----------------------------------------- | ---------------------------- | ---------------- | --- | --------------------------------------------------------------------------------------------- | ------------ | ------------------ | ------------- | --------- |
| 1            | 1         | The Boy in the Iceberg                    | Chlapec v ledovci            | Dave Filoni      | Michael Dante DiMartino a Bryan Konietzko (Dodatečné psaní: Aaron Ehasz, Peter Goldfinger a Josh Stolberg) | Dave Filoni, Justin Ridge a Giancarlo Volpe                                                   | JM Animation | 21. února 2005     | vysíláno      | 101       |
| 2            | 2         | The Avatar Returns                        | Návrat avatara               | Dave Filoni      | Michael Dante DiMartino a Bryan Konietzko (Dodatečné psaní: Aaron Ehasz, Peter Goldfinger a Josh Stolberg) | Dave Filoni, Chris Graham, Mijuki Hošikawa, Justin Ridge a Giancarlo Volpe                    | JM Animation | 21. února 2005     | vysíláno      | 102       |
| 3            | 3         | The Southern Air Temple                   | Jižní vzdušný chrám          | Lauren MacMullan | Michael Dante DiMartino                                                                                    | Li Chung, Lauren MacMullan a Ethan Spaulding                                                  | DR Movie     | 25. února 2005     | vysíláno      | 103       |
| 4            | 4         | The Warriors of Kyoshi                    | Bojovnice z ostrova Kjóši    | Giancarlo Volpe  | Nick Malis                                                                                                 | Chris Graham, Kendži Ono a Giancarlo Volpe                                                    | JM Animation | 4. března 2005     | vysíláno      | 104       |
| 5            | 5         | The King of Omashu                        | Omašský král                 | Anthony Lioi     | John O'Bryan                                                                                               | Ian Graham, Anthony Lioi a Bobby Rubio                                                        | DR Movie     | 18. března 2005    | vysíláno      | 105       |
| 6            | 6         | Imprisoned                                | Uvězněni                     | Dave Filoni      | Matthew Hubbard                                                                                            | Dave Filoni, Mijuki Hošikawa a Justin Ridge                                                   | JM Animation | 25. března 2005    | vysíláno      | 106       |
| 7            | 7         | Winter Solstice, Part 1: The Spirit World | Zimní slunovrat: Svět duchů  | Lauren MacMullan | Aaron Ehasz                                                                                                | Jerry Langford, Lauren MacMullan a Ethan Spaulding                                            | DR Movie     | 8. dubna 2005      | vysíláno      | 107       |
| 8            | 8         | Winter Solstice, Part 2: Avatar Roku      | Zimní slunovrat: Avatar Róku | Giancarlo Volpe  | Michael Dante DiMartino                                                                                    | Chris Graham, Kendži Ono a Giancarlo Volpe                                                    | DR Movie     | 15. dubna 2005     | vysíláno      | 108       |
| 9            | 9         | The Waterbending Scroll                   | Svitek ovládání vody         | Anthony Lioi     | John O'Bryan                                                                                               | Ian Graham, Bryan Konietzko, Anthony Lioi a Bobby Rubio                                       | JM Animation | 29. dubna 2005     | vysíláno      | 109       |
| 10           | 10        | Jet                                       | Jet                          | Dave Filoni      | James Eagan                                                                                                | Dave Filoni, Mijuki Hošikawa a Justin Ridge                                                   | JM Animation | 6. května 2005     | vysíláno      | 110       |
| 11           | 11        | The Great Divide                          | Velký předěl                 | Giancarlo Volpe  | John O'Bryan                                                                                               | Michael Dante DiMartino, Chris Graham, Kendži Ono a Giancarlo Volpe                           | DR Movie     | 20. května 2005    | vysíláno      | 111       |
| 12           | 12        | The Storm                                 | Bouře                        | Lauren MacMullan | Aaron Ehasz                                                                                                | Jerry Langford, Lauren MacMullan a Ethan Spaulding                                            | JM Animation | 6. června 2005     | vysíláno      | 112       |
| 13           | 13        | The Blue Spirit                           | Modrý přízrak                | Dave Filoni      | Michael Dante DiMartino a Bryan Konietzko                                                                  | Michael Dante DiMartino, Dave Filoni, Ian Graham, Bryan Konietzko, Anthony Lioi a Bobby Rubio | DR Movie     | 17. června 2005    | vysíláno      | 113       |
| 14           | 14        | The Fortuneteller                         | Věštkyně                     | Dave Filoni      | Aaron Ehasz a John O'Bryan                                                                                 | Dave Filoni, Ian Graham, Mijuki Hošikawa a Justin Ridge                                       | JM Animation | 23. září 2005      | vysíláno      | 114       |
| 15           | 15        | Bato of the Water Tribe                   | Bato z vodního kmene         | Giancarlo Volpe  | Ian Wilcox                                                                                                 | Chris Graham, Kendži Ono, Bobby Rubio a Giancarlo Volpe                                       | DR Movie     | 7. října 2005      | vysíláno      | 115       |
| 16           | 16        | The Deserter                              | Desertér                     | Lauren MacMullan | Tim Hedrick                                                                                                | Dean Kelly, Jerry Langford, Lauren MacMullan a Ethan Spaulding                                | JM Animation | 21. října 2005     | vysíláno      | 116       |
| 17           | 17        | The Northern Air Temple                   | Severní vzdušný chrám        | Dave Filoni      | Elizabeth Welch                                                                                            | Dave Filoni, Ian Graham, Mijuki Hošikawa a Justin Ridge                                       | DR Movie     | 4. listopadu 2005  | vysíláno      | 117       |
| 18           | 18        | The Waterbending Master                   | Mistr ovládání vody          | Giancarlo Volpe  | Michael Dante DiMartino                                                                                    | Chris Graham, Kendži Ono, Bobby Rubio a Giancarlo Volpe                                       | JM Animation | 18. listopadu 2005 | vysíláno      | 118       |
| 19           | 19        | The Siege of the North, Part 1            | Obléhání Severu – 1. část    | Lauren MacMullan | John O'Bryan                                                                                               | Oreste Canestrelli, Dean Kelly, Lauren MacMullan a Ethan Spaulding                            | DR Movie     | 5. prosince 2005   | vysíláno      | 119       |
| 20           | 20        | The Siege of the North, Part 2            | Obléhání Severu – 2. část    | Dave Filoni      | Aaron Ehasz                                                                                                | Dave Filoni, Ian Graham, Mijuki Hošikawa a Justin Ridge                                       | JM Animation | 5. prosince 2005   | vysíláno      | 120       |

### Kniha druhá:Země(2006)
| Č. v seriálu | Č. v řadě | Původní název             | Český název              | Režie                   | Scénář | Storyboard                                                                                          | Animace      | Premiéra v USA     | Premiéra v ČR | Prod. kód |
| ------------ | --------- | ------------------------- | ------------------------ | ----------------------- | --- | --------------------------------------------------------------------------------------------------- | ------------ | ------------------ | ------------- | --------- |
| 21           | 1         | The Avatar State          | Avatarský stav           | Giancarlo Volpe         | Aaron Ehasz, Elizabeth Welch, Tim Hedrick a John O'Bryan | Oreste Canestrelli, Ian Graham, Bobby Rubio a Giancarlo Volpe                                       | DR Movie     | 17. března 2006    | vysíláno      | 201       |
| 22           | 2         | The Cave of Two Lovers    | Jeskyně dvou milenců     | Lauren MacMullan        | Joshua Hamilton | Chris Graham, Dean Kelly, Lauren MacMullan, Kendži Ono a Tomihiro Jamaguči                          | JM Animation | 24. března 2006    | vysíláno      | 202       |
| 23           | 3         | Return to Omashu          | Návrat do Omašu          | Ethan Spaulding         | Elizabeth Welch | Mijuki Hošikawa, Ethan Spaulding, Justin Ridge a Tomihiro Jamaguči                                  | DR Movie     | 7. dubna 2006      | vysíláno      | 203       |
| 24           | 4         | The Swamp                 | Bažina                   | Giancarlo Volpe         | Tim Hedrick | Oreste Canestrelli, Ian Graham, Bobby Rubio a Giancarlo Volpe                                       | JM Animation | 14. dubna 2006     | vysíláno      | 204       |
| 25           | 5         | Avatar Day                | Den avatara              | Lauren MacMullan        | John O'Bryan | Chris Graham, O Sung-hjon, Dean Kelly, Lauren MacMullan a Kendži Ono                                | DR Movie     | 28. dubna 2006     | vysíláno      | 205       |
| 26           | 6         | The Blind Bandit          | Slepá banditka           | Ethan Spaulding         | Michael Dante DiMartino | Mijuki Hošikawa, Bryan Konietzko, Justin Ridge, Ethan Spaulding a Tomihiro Jamaguči                 | JM Animation | 5. května 2006     | vysíláno      | 206       |
| 27           | 7         | Zuko Alone                | Osiřelý Zuko             | Lauren MacMullan        | Elizabeth Welch | Chris Graham, Dean Kelly, Lauren MacMullan a Kendži Ono                                             | JM Animation | 12. května 2006    | vysíláno      | 207       |
| 28           | 8         | The Chase                 | Hon                      | Giancarlo Volpe         | Joshua Hamilton | Oreste Canestrelli, Michael Dante DiMartino, Ian Graham, Bobby Rubio a Giancarlo Volpe              | DR Movie     | 26. května 2006    | vysíláno      | 208       |
| 29           | 9         | Bitter Work               | Trpké úsilí              | Ethan Spaulding         | Aaron Ehasz | Michael Chang, Mijuki Hošikawa, Justin Ridge, Ethan Spaulding a Tomihiro Jamaguči                   | DR Movie     | 2. června 2006     | vysíláno      | 209       |
| 30           | 10        | The Library               | Knihovna                 | Giancarlo Volpe         | John O'Bryan | Oreste Canestrelli, Ian Graham, Bobby Rubio a Giancarlo Volpe                                       | JM Animation | 14. července 2006  | vysíláno      | 210       |
| 31           | 11        | The Desert                | Poušť                    | Lauren MacMullan        | Tim Hedrick | Chris Graham, Dean Kelly, Lauren MacMullan a Kendži Ono                                             | DR Movie     | 14. července 2006  | vysíláno      | 211       |
| 32           | 12        | The Serpent's Pass        | Hadí průsmyk             | Ethan Spaulding         | Michael Dante DiMartino a Joshua Hamilton | Mijuki Hošikawa, Justin Ridge, Ethan Spaulding a Tomihiro Jamaguči                                  | JM Animation | 15. září 2006      | vysíláno      | 212       |
| 33           | 13        | The Drill                 | Vrtací stroj             | Giancarlo Volpe         | Michael Dante DiMartino a Bryan Konietzko | Oreste Canestrelli, Chris Graham, Ian Graham, Dean Kelly, Kendži Ono, Bobby Rubio a Giancarlo Volpe | DR Movie     | 15. září 2006      | vysíláno      | 213       |
| 34           | 14        | City of Walls and Secrets | Město hradeb a tajemství | Lauren MacMullan        | Tim Hedrick | Chris Graham, Dean Kelly, Lauren MacMullan a Kendži Ono                                             | JM Animation | 22. září 2006      | vysíláno      | 214       |
| 35           | 15        | The Tales of Ba Sing Se   | Příběhy z Ba Sing Se     | Ethan Spaulding         | The Tale of Toph and Katara: Joann Estoesta a Lisa Wahlander The Tale of Iroh: Andrew Huebner The Tale of Aang: Gary Scheppke The Tale of Sokka: Lauren MacMullan The Tale of Zuko: Katie Mattila The Tale of Momo: Justin Ridge a Giancarlo Volpe | Michael Chang, Joaquim Dos Santos, Ian Graham, Mijuki Hošikawa a Ethan Spaulding                    | DR Movie     | 29. září 2006      | vysíláno      | 215       |
| 36           | 16        | Appa's Lost Days          | Appovy ztracené dny      | Giancarlo Volpe         | Elizabeth Welch | Oreste Canestrelli, Ian Graham, Bobby Rubio a Giancarlo Volpe                                       | JM Animation | 13. října 2006     | vysíláno      | 216       |
| 37           | 17        | Lake Laogai               | Jezero Laogai            | Lauren MacMullan        | Tim Hedrick | Joaquim Dos Santos, Chris Graham, Dean Kelly, Lauren MacMullan a Kendži Ono                         | DR Movie     | 3. listopadu 2006  | vysíláno      | 217       |
| 38           | 18        | The Earth King            | Král živlu země          | Ethan Spaulding         | John O'Bryan | Michael Chang, Joaquim Dos Santos, Mijuki Hošikawa a Ethan Spaulding                                | JM Animation | 17. listopadu 2006 | vysíláno      | 218       |
| 39           | 19        | The Guru                  | Guru                     | Giancarlo Volpe         | Michael Dante DiMartino a Bryan Konietzko | Oreste Canestrelli, Ian Graham, Bobby Rubio a Giancarlo Volpe                                       | DR Movie     | 1. prosince 2006   | vysíláno      | 219       |
| 40           | 20        | The Crossroads of Destiny | Křižovatka osudu         | Michael Dante DiMartino | Aaron Ehasz | Michael Dante DiMartino, Chris Graham, Dean Kelly, Kendži Ono a Michael Chang                       | JM Animation | 1. prosince 2006   | vysíláno      | 220       |

### Kniha třetí:Oheň(2007–2008)
| Č. v seriálu | Č. v řadě | Původní název                              | Český název                              | Režie                             | Scénář                                      | Storyboard | Premiéra v USA     | Premiéra v ČR | Prod. kód |
| ------------ | --------- | ------------------------------------------ | ---------------------------------------- | --------------------------------- | ------------------------------------------- | --- | ------------------ | ------------- | --------- |
| 41           | 1         | The Awakening                              | Probouzení                               | Giancarlo Volpe                   | Aaron Ehasz                                 | Michael Chang, Dean Kelly, Juan Meza-Leon, Bobby Rubio a Giancarlo Volpe | 21. září 2007      | vysíláno      | 301       |
| 42           | 2         | The Headband                               | Čelenka                                  | Joaquim Dos Santos                | John O'Bryan                                | Joaquim Dos Santos, Ian Graham, O Sung-hjon, Kendži Ono a Tomihiro Jamahuči | 28. září 2007      | vysíláno      | 302       |
| 43           | 3         | The Painted Lady                           | Paní s hlinkou                           | Ethan Spaulding                   | Joshua Hamilton                             | Oreste Canestrelli, Mijuki Hošikawa, Dean Kelly a Ethan Spaulding | 5. října 2007      | vysíláno      | 303       |
| 44           | 4         | Sokka's Master                             | Sokkův mistr                             | Giancarlo Volpe                   | Tim Hedrick                                 | Michael Chang, Juan Meza-Leon, Bobby Rubio a Giancarlo Volpe | 12. října 2007     | vysíláno      | 304       |
| 45           | 5         | The Beach                                  | Pláž                                     | Joaquim Dos Santos                | Katie Mattila                               | Michael Dante DiMartino, Joaquim Dos Santos, Ian Graham, Bryan Konietzko, O Sung-hjon a Kendži Ono | 19. října 2007     | vysíláno      | 305       |
| 46           | 6         | The Avatar and the Fire Lord               | Avatar a pán ohně                        | Ethan Spaulding                   | Elizabeth Welch                             | Oreste Canestrelli, Mijuki Hošikawa, Dean Kelly a Ethan Spaulding | 26. října 2007     | vysíláno      | 306       |
| 47           | 7         | The Runaway                                | Uprchlice                                | Giancarlo Volpe                   | Joshua Hamilton                             | Michael Chang, Juan Meza-Leon, Bobby Rubio a Giancarlo Volpe | 2. listopadu 2007  | vysíláno      | 307       |
| 48           | 48        | The Puppetmaster                           | Odvrácená strana měsíce                  | Joaquim Dos Santos                | Tim Hedrick                                 | Joaquim Dos Santos, Ian Graham, Kim Sang-džin, Lauren Montgomery a Kendži Ono | 9. listopadu 2007  | vysíláno      | 308       |
| 49           | 9         | Nightmares and Daydreams                   | Noční můry a bdělé snění                 | Ethan Spaulding                   | John O'Bryan                                | Oreste Canestrelli, Mijuki Hošikawa, Dean Kelly, Kim Sang-džin a Ethan Spaulding | 16. listopadu 2007 | vysíláno      | 309       |
| 50           | 10        | The Day of Black Sun, Part 1: The Invasion | Den černého slunce 1. část: invaze       | Giancarlo Volpe                   | Michael Dante DiMartino                     | Michael Chang, Michael Dante DiMartino, Juan Meza-Leon, Ju Če-mjong, Bobby Rubio a Giancarlo Volpe | 30. listopadu 2007 | vysíláno      | 310       |
| 51           | 11        | The Day of Black Sun, Part 2: The Eclipse  | Den černého slunce 2. část: zatmění      | Joaquim Dos Santos                | Aaron Ehasz                                 | Joaquim Dos Santos, Ian Graham, Lauren Montgomery, Kendži Ono a Kim Sang-džin | 30. listopadu 2007 | vysíláno      | 311       |
| 52           | 12        | The Western Air Temple                     | Západní vzdušný chrám                    | Ethan Spaulding                   | Elizabeth Welch a Tim Hedrick               | Oreste Canestrelli, Mijuki Hošikawa, Dean Kelly, Lauren Montgomery a Ethan Spaulding | 14. července 2008  | vysíláno      | 312       |
| 53           | 13        | The Firebending Masters                    | Mistři ovládání ohně                     | Giancarlo Volpe                   | John O'Bryan                                | Michael Chang, Johane Matte, Juan Meza-Leon, Kim Sang-džin a Giancarlo Volpe | 15. července 2008  | vysíláno      | 313       |
| 54-55        | 14-15     | The Boiling Rock                           | Vroučí skála část 1.Vroucí skála část 2. | Joaquim Dos SantosEthan Spaulding | May ChanJoshua Hamilton                     | Joaquim Dos Santos, Ian Graham, Lauren Montgomery, Kendži Ono a Ju Če-mjongOreste Canestrelli, Michael Dante DiMartino, Mijuki Hošikawa, Dean Kelly, Ethan Spaulding, Kim Sang-džin a Bryan Konietzko | 16. července 2008  | vysíláno      | 314-315   |
| 56           | 16        | The Southern Raiders                       | Jižní nájezdníci                         | Joaquim Dos Santos                | Elizabeth Welch                             | Dae Kang Sung, Joaquim Dos Santos, Ian Graham, Lauren Montgomery, Kendži Ono a Ju Če-mjong | 17. července 2008  | vysíláno      | 316       |
| 57           | 17        | The Ember Island Players                   | Divadelní spolek lávového ostrova        | Giancarlo Volpe                   | Tim Hedrick, Joshua Hamilton a John O'Bryan | Michael Chang, Johane Matte, Juan Meza-Leon, Giancarlo Volpe, Čong Hje-jong a Ju Če-mjong | 18. července 2008  | vysíláno      | 317       |
| 58           | 18        | Sozin's Comet, Part 1: The Phoenix King    | Sózinova kometa 1. část: král Fénixe     | Ethan Spaulding                   | Michael Dante DiMartino                     | Oreste Canestrelli, Michael Dante DiMartino, Elsa Garagarza, Mijuki Hošikawa, Dean Kelly, Lauren Montgomery, O Sung-hjon, Ethan Spaulding a Ju Če-mjong                                               | 19. července 2008  | vysíláno      | 318       |
| 59           | 19        | Sozin's Comet, Part 2: The Old Masters     | Sózinova kometa 2. část: staří mistři    | Giancarlo Volpe                   | Aaron Ehasz                                 | Michael Chang, Johane Matte, Juan Meza-Leon, Ju Če-mjong, O Sung-hjon a Giancarlo Volpe | 19. července 2008  | vysíláno      | 319       |
| 60           | 20        | Sozin's Comet, Part 3: Into the Inferno    | Sózinova kometa 3. část: vstříc peklu    | Joaquim Dos Santos                | Michael Dante DiMartino a Bryan Konietzko   | Joaquim Dos Santos, Dean Kelly, Bryan Konietzko, Lauren Montgomery, O Sung-hjon a Ethan Spaulding | 19. července 2008  | vysíláno      | 320       |
| 61           | 21        | Sozin's Comet, Part 4: Avatar Aang         | Sózinova kometa 4. část: Avatar Aang     | Joaquim Dos Santos                | Michael Dante DiMartino a Bryan Konietzko   | Michael Dante DiMartino, Joaquim Dos Santos, Dean Kelly, Bryan Konietzko, Lauren Montgomery, O Sung-hjon a Ethan Spaulding                                                                            | 19. července 2008  | vysíláno      | 321       |